# Casa de Córdoba
La casa de Córdoba es un linaje nobiliario español originario de la Corona de Castilla, cuya creación se debe a la participación en la conquista de Córdoba del noble gallego Fernán Núñez de Témez en 1236, por dicha labor fue recompensado por el rey Fernando III de Castilla con numerosas posesiones en dicho territorio. Su establecimiento en el reino de Córdoba propició que sus descendientes adoptasen el apellido Fernández de Córdoba. 
A este linaje pertenecieron los señores de la casa de Priego, de la casa de Cabra, de la casa de Comares y de la casa de Sessa.

## Escudo y Lema
En oro, tres fajas de gules. 

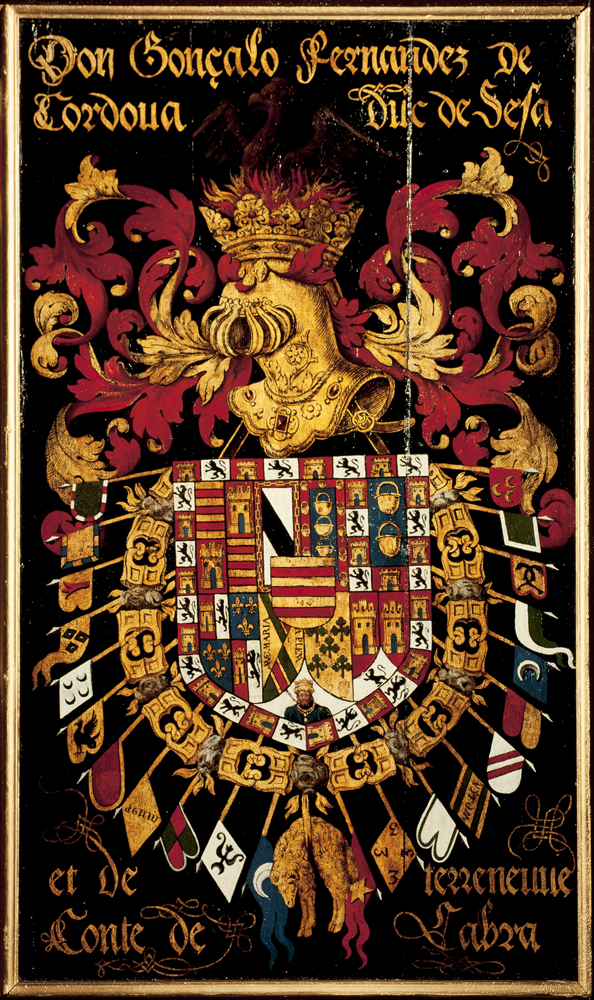
Las "armas de los Fernández de Córdoba" figuran entre las de los caballeros del Toisón de Oro que asistieron en 1559 al capítulo de esta insigne Orden en la Catedral de San Bavón de Gante.

En 1483 al capturar preso al rey de Granada, Boabdil, el Gran Capitán reorganizó el escudo de la siguiente forma: Cortado, 1.º las antedichas armas. y 2.º de plata, el rey moro preso con una cadena al cuello moviente del flanco siniestro. Bordura de plata con la leyenda en letras de sable 'Omnia per ipso facta sunt'. 
El lema de la Casa de Córdoba es "Omnia per ipso facta sunt", lo que se traduce del latín como "Todas las cosas fueron hechas por Él".

## Títulos concedidos a la Casa de Córdoba
A lo largo de los siglos, los Fernández de Córdoba recibieron los siguientes títulos que dieron origen a diversas progenies que conformaron parte del poderoso estrato de la nobleza del Reino de Castilla y posteriormente del Reino de España:
- Señoríos de Aguilar y de Priego,  creados a favor de Gonzalo Fernández de Córdoba y Ruiz de Biedma, III señor de Cañete de las Torres,  por el rey Enrique II de Castilla;
- Condado de Cabra, creado a favor de Diego Fernández de Córdoba y Montemayor, III señor de las villas de Baena, Rute, Zambra, Iznájar, Doña Mencía y Bernedo, el 2 de noviembre de 1455  por el rey Enrique IV;
- Vizcondado de Iznájar, creado a favor de Diego Fernández de Córdoba y Montemayor, I conde de Cabra, el 23 de octubre de 1466 por el rey Enrique IV;
- Ducado de Santángelo, creado a favor de Gonzalo Fernández de Córdoba y Enríquez de Aguilar, el Gran Capitán, el 10 de marzo de 1497 por el rey Fadrique I de Nápoles;
- Marquesado de Priego, creado a favor de Pedro Fernández de Córdoba y Pacheco, VII señor de Aguilar en Córdoba,el 9 de diciembre de 1501 por el rey Fernando II de Aragón;
- Ducado de Terranova,  creado a favor de Gonzalo Fernández de Córdoba y Enríquez de Aguilar, el Gran Capitán, el 11 de abril de 1502 por el rey Fernando II de Aragón;
- Ducado de Andría, creado a favor de Gonzalo Fernández de Córdoba y Enríquez de Aguilar, el Gran Capitán, el 1 de enero de 1507 por el rey Fernando II de Aragón;
- Ducado de Montalto,  creado a favor de Gonzalo Fernández de Córdoba y Enríquez de Aguilar, el Gran Capitán, el 1 de enero de 1507 por el rey Fernando II de Aragón;
- Ducado de Sessa, creado a favor de Gonzalo Fernández de Córdoba y Enríquez de Aguilar, el Gran Capitán, el 1 de enero de 1507 por el rey Fernando II de Aragón;
- Marquesado de Comares, creado a favor de Diego Fernández de Córdoba y Arellano, VI alcaide de los Donceles, XI señor de Espejo, VI señor de Lucena y V señor de Chillón, en 1512 por Fernando el Católico regente de la reina Juana I de Castilla y del rey Carlos I;
- Condado de Alcaudete, creado a favor de  a favor de Martín Alfonso Fernández de Córdoba, en 1529 por el rey Carlos I;
- Ducado de Baena, creado a favor de Gonzalo Fernández de Córdoba y Fernández de Córdoba, el 19 de agosto de 1566 por el rey Felipe II;
- Marquesado de Villafranca,  creado a favor de Alfonso Fernández de Córdoba y Figueroa,en 1574 por el rey Felipe II;
- Marquesado de Montalbán,  creado a favor de  Pedro Fernández de Córdoba y Figueroa, IV marqués de Priego,el 19 de mayo de 1603 por el rey Felipe III;
- Marquesado de Guadalcázar,  creado a favor de Diego Fernández de Córdoba, X señor de Guadalcázar, el 28 de enero de 1609 por el rey Felipe III;
- Marquesado de Armunia, creado a favor de Diego Fernández de Córdoba y Laso de Castilla, VI señor de Armunia, el 19 de octubre de 1619 por el rey Felipe III;
- Marquesado de Maratea,  creado a favor de  Gonzalo Fernández de Córdoba y Folch de Cardona, el 14 de febrero de 1624 por el rey Felipe IV;
- Marquesado de Valenzuela,  creado a favor de   Antonio Domingo Fernández de Córdoba y Lasso de Castilla,el 10 de septiembre de 1624 por el rey Felipe IV;
- Condado de las Posadas,  creado a favor de Francisco Antonio Fernández de Córdoba y Riederer de Paar, el 28 de enero de 1629 por el rey Felipe IV;
- Condado de Casa Palma,  creado a favor de  Francisco Fernández de Córdoba, en 1632  por el rey Felipe IV;
- Marquesado de Miranda de Anta,  creado a favor de  Juan Fernández de Córdoba, el 17 de diciembre de1632, por el rey Felipe IV;
- Condado de Torralva,  creado a favor de  Iñigo Fernández de Córdoba y Mendoza, el 10 de septiembre en 1640 por el rey Felipe IV;
- Condado de Torres-Cabrera,  creado a favor de Juan Francisco Fernández de Córdoba y Argote, en 1658 por el rey Felipe IV;
- Marquesado de Casa Real de Córdoba, creado a favor de Beatriz Teresa Fernández de Córdoba Messía de la Cerda y Mendoza, el 10 de noviembre de 1687 por el rey Carlos II;
- Marquesado de la Granja,  creado a favor de Nicolás Fernández de Córdoba y Ponce de León, el 30 de agosto de 1679, por el rey Carlos II;
- Marquesado de Arcicóllar, creado a favor de Luisa Fernández de Córdoba y Santillán, el 13 de mayo de 1680 por el rey Carlos II;
- Marquesado de Moratalla,  creado a favor de  Francisco Luis Fernández de Córdoba y de la Cerda, el 15 de julio de 1681 por el rey Carlos II;
- Marquesado de Peñalba,  creado a favor de  Miguel Fernández de Córdoba y de Alagón, Zúñiga y Quesada, el 22 de agosto de 1684 por el rey Carlos II
- Marquesado de Canillejas, creado a favor de a Gonzalo Fernández de Córdoba Vera y Ceballos, el 21 de agosto de 1698 por el rey Carlos II;
- Marquesado de Villaseca,  creado a favor de Luis Fernández de Córdoba y Figueroa, el 8 de mayo de 1703 por el rey Felipe V;
- Marquesado de la Puebla de los Infantes,  creado a favor de  Francisco de Borja Fernández de Córdoba —IV vizconde de la Puebla de los Infantes, el 23 de septiembre de 1716 por el rey Felipe V;
- Ducado de Santo Gémini creado a favor de Alessandro Lante Montefeltro della Rovere, quién tomó el nombre de Alejandro Fernández de Córdoba y Lante, el 24 de abril de 1724 por el rey Luis I;
- Marquesado de Aguilar, creado a favor de Francisco Cristóbal Fernández de Córdoba y de Alagón, el 2 de junio de 1761 por el rey Carlos III;
- Condado de Prado Castellano,  creado a favor de Pedro Fernández de Córdoba y Heredia, el 13 de mayo de 1790 por el rey Carlos IV;
- Marquesado de Cubas,  creado a favor de María de la Blanca Fernández de Córdoba y Álvarez de las Asturias Bohorques, 25 de febrero de 1862 por la reina Isabel II;
- Marquesado de Griñón,  creado  favor de María Cristina Fernández de Córdoba y Álvarez de las Asturias Bohorques, el 25 de febrero de 1862 por la reina Isabel II;
- Marquesado de Albodoluy, creado a favor de María Elvira Fernández de Córdoba y Álvarez de las Asturias Bohorques, el 12 de diciembre de 1863 por la reina Isabel II;
- Marquesado de Zugasti,  creado a favor de Luisa Fernández de Córdoba y Álvarez de las Asturias-Bohorques, el 11 de agosto de 1862 por la reina Isabel II.

A esta Casa se incorporó la casa de Feria y en ella recayeron la casa de Cardona, la casa de Segorbe y la casa de Medinaceli en el siglo XVIII. Así como la casa de Arión en el XIX.

## Los Fernández de Córdoba miembros de la Orden del Toisón de Oro
Varios Fernández de Córdoba fueron investidos como caballeros de la Orden del Toisón de Oro:

Collar de la Orden del Toisón de Oro.

- Pedro Fernández de Córdoba,  IV conde de Feria, en 1546;
- Gonzalo Fernández de Córdoba y Fernández de Córdoba, III duque de Sessa, en 1555;
- Alonso Fernández de Córdoba, V Duque de Feria, en 1627;
- Luis Fernández de Córdoba, VII duque de Cardona, en 1628;
- Luis Ignacio Fernández de Córdoba, VI duque de Feria, en 1654;
- Luis Fernández de Córdoba, VII duque de Feria, en 1687;
- Manuel Fernández de Córdoba, VIII duque de Feria, en 1690;
- Nicolás Fernández de Córdoba, X duque de Medinaceli y Feria, en 1724;
- Luis Antonio Fernández de Córdoba y Spinola,  X marqués de Priego, XI duque de Medinaceli y Feria, en 1748;
- Pedro de Alcántara Fernández de Córdoba, XII duque de Medinaceli, en 1772;
- Luis María Fernández de Córdoba, XIII duque de Medinaceli y de Santisteban, en 1789;
- Francisco de Paula Fernández de Córdoba, XVIII conde de la Puebla del Maestre, en 1816;
- Joaquín Fernández de Córdoba, VI duque de Arión, en 1851;
- Luis Tomas Fernández de Córdoba, XV duque de Medinaceli, en 1865;
- Luis Jesús Fernández de Córdoba y Salabert, XVII duque de Medinaceli, en 1929.